# Royal Armouries Ms. I.33
Royal Armouries Ms. I.33 er den tidligst kendte overlevende europæiske fechtbuch (fægtemanual) og en af de ældste manualer i verden om krigskunst, der behandler væbnet kamp. I.33 er også kendt som Walpurgismanuskriptet efter Walpurgis, der er afbildet i den sidste del af manuskriptet, og "Towermanuskriptet" fordi det blev opbevaret på Tower of London 1950-1996; og det omtales også som British Museum No. 14 E iii, No. 20, D. vi.
Det blev fremstillet omkring år 1300 i Franken og blev nævnt første gang af Henricus a Gunterrodt i hans De veriis principiis artis dimicatoriae fra 1579.
Manuskriptet er anonymt og bliver derfor omtalt som Royal Armouries Ms. I.33, da det associeres med Royal Armouries Museum.

## Historie
Manuskriptet er nedskrevet omkring 1270-1320.
Det bliver nævnt første gang af Henricus a Gunterrodt i hans De veriis principiis artis dimicatoriae fra 1579, hvori han skriver, at det er blevet anskaffet (røvet) af hans ven Johannes Herbart af Würzburg, da han tjente for Albrecht 2. Alcibiades, markgreve af Brandenburg-Kulmbach i felttoget 1552-1553. Det lå i et kloster i Franken (sandsynligvis Østfranken) til midten af 1500-tallet. Fra 1600-tallet lå det i det hertugelige bibliotek i Gotha (signatur Cod. Membr. I. no. 115), indtil det forsvandt under anden verdenskrig. Det dukkede op på en auktion hos Sotheby's i 1950, hvor det blev købt af Royal Armouries. Forfatteren har muligvis været en klerk ved navn Lutegerus (en latinisering af det tyske navn Lutger).

## Indhold
Manuskriptet indeholder information om kampteknikker til forsvar og angreb mellem en mester og hans elev, kaldet sacerdos (præst) og scolaris (student). De er bevæbnet med sværd og buckler. Det er skrevet på latin, der er spækket med tyske fægtetermer. På de sidste sider er eleven udskiftet med kvinden Walpurgis.
Det er illustreret med blæk og vandfarve. Siderne er af velin, de 32 pergamentfolieark (64 sider) har tekst på latin, der er skrevet af en klerk, der har anvendt forskellige almindelige sigla, der gik af brug mod slutningen af middelalderen. De blev kopieret i Codex Guelf 125.16.Extrav. i 1600-tallet, hvor en kopist under en tegning skrev, at han ikke kunne dechifrere dem latinske tekst.
Siderne stammer muligvis fra et tidligere og større værk, der er bundet ind uden resten. Teksten giver anvisning i brug af ethåndssværd. Fægteystemet er baseret på en række udgangspositioner (custodie), der bliver modsvaret af forskellige forsvarspositioner (obsessiones). Udgangspositionerne er nummereret 1 til 7 på de første to sider, og bliver suppleret med forskellige specielle udgangspositioner i teksten. De grundlæggende positioner er:
1. Under armen (sub brach)
2. højre skulder (humero dextrali)
3. venstre skulder (humero sinistro)
4. hoved (capiti)
5. højre side (latere dextro)
6. bryst (pectori)
7. 'long-point' (langort)

De tyske termer i den latinske tekst er:
- albersleiben (muligvis positionen fjolset)
- durchtreten, durchtritt ('træde igennem')
- halpschilt ('halvskjold', en af obsessiones)
- krucke ('crutch', en defensiv position)
- langort ('long-point', kan være enten custodia eller obsessio)
- nucken ('nudge', et specifikt angreb)
- schiltslac ('skjoldslag')
- schutzen ('forsvar')
- stich ('stik')
- stichschlac ('stikslag')
- vidilpoge ('violinslag', en specifik custodia)

Sporadiske dialektiske elementer blandt disse termer (særligt nucken og halpschilt) indikerer, at stedet, det er nedskrevet på, stemmer overens med findestedet, et frankisk kloster ved Würzburg.